# Apparatjik
Apparatjik [æpəˈrætʃɪk] ist eine internationale Supergroup. Die Band besteht aus dem Coldplay-Bassisten Guy Berryman, dem Mew-Sänger und Gitarristen Jonas Bjerre, dem a-ha-Gitarristen und -Keyboarder Magne Furuholmen sowie dem Musikproduzenten und Schlagzeuger Martin Terefe. 
Als Bandnamen wählten die vier Musiker das schwedische Wort für Apparatschik, das in den ehemaligen Ostblock-Staaten einen Parteifunktionär oder Bürokraten bezeichnete.

## Geschichte
Berryman, der als bekennender a-ha-Fan gilt, arbeitete bereits im Jahr 2004 mit Furuholmen zusammen. An der Entstehung von Furuholmens 2005 erschienenem ersten Solo-Album Past Perfect Future Tense wirkten Berryman und sein Coldplay-Kollege Will Champion mit. Auch am zweiten Solo-Album A Dot of Black in the Blue of Your Bliss wirkte Berryman erneut mit.
Der schwedische Produzent und Songschreiber Martin Terefe, der ebenfalls an den Aufnahmen zu Past Perfect Future Tense beteiligt war, produzierte später unter anderem die a-ha-Alben Analogue (2005) und Foot of the Mountain (2009).
Berryman, Furuholmen und Terefe produzierten im Jahr 2008 zusammen mit dem dänischen Musiker Jonas Bjerre (Mew) mit Ferreting ihren ersten gemeinsamen Song unter dem Namen Apparatjik für das Survival-International-Benefizalbum Songs for Survival. 
Nach Fertigstellung des Stücks produzierten die vier Musiker in Furuholmens Studio weitere Stücke, die sie schrittweise über ihre MySpace-Seite veröffentlichten.
Im November 2009 erschien mit Electric Eye die erste Single als Download über ihre Webseite. Den ersten Liveauftritt hatte Apparatjik am 1. Februar 2010 im Rahmen der Club transmediale in Berlin. Die Band spielte im Club WMF in einem speziell für diesen Auftritt gebauten Kubus. Am selben Tag erschien das Debütalbum der Band We Are Here.
Das zweite Album Square Peg in a Round Hole wurde im November 2011 über Apparatjiks iPad-App Apparatjik World veröffentlicht. Das offizielle Release wird am 12. Februar 2012 erfolgen. Bereits im März 2011 wurde als erste Auskopplung aus dem Album das Stück Combat Disco Music als Download veröffentlicht.

## Diskografie

### Alben
- 2010: We Are Here (Meta Merge Un Recordings)
- 2011: Square Peg in a Round Hole (Meta Merge Un)

### Singles und EPs
- 2009: Ferreting (Download)
- 2009: Electric Eye (Download)
- 2010: Antlers/Electric Eye (7", auf 1000 Kopien limitiert)
- 2010: 4 Can Keep a Secret If 3 of Them Are Dead (Download, EP)
- 2010: Datascroller (Download)
- 2011: Combat Disco Music (Download)